# Витерда
Витерда (њем. Witterda) општина је у њемачкој савезној држави Тирингија. Једно је од 55 општинских средишта округа Земерда. Према процјени из 2010. у општини је живјело 1.114 становника. Посједује регионалну шифру (AGS) 16068061.

## Географски и демографски подаци
Витерда се налази у савезној држави Тирингија у округу Земерда. Општина се налази на надморској висини од 314 метара. Површина општине износи 12,5 km². У самом мјесту је, према процјени из 2010. године, живјело 1.114 становника. Просјечна густина становништва износи 89 становника/km².